# Sistema X0 de determinação do sexo
Em biologia, o Sistema X0 é um sistema de determinação sexual em que não existe o cromossomo Y. Ou seja, machos possuem um X único e existe um número ímpar de cromossomos no cariótipo.
Algumas espécies de Drosophila têm machos X0.